# Eragrostis trichodes
Eragrostis trichodes là một loài thực vật có hoa trong họ Hòa thảo. Loài này được (Nutt.) Alph.Wood mô tả khoa học đầu tiên năm 1861.